# علی بداوی (بازیکن فوتبال اهل مصر)
علی بداوی (انگلیسی: Ali Badawi؛ زادهٔ ۳ اکتبر ۱۹۴۰) بازیکن فوتبال است.
وی همچنین در تیم ملی فوتبال مصر بازی کرده‌است.